# VENµS
VENµS (Vegetation and Environment monitoring on a New MicroSatellite) ist ein Erdbeobachtungssatellit der Israel Space Agency (ISA) und Frankreichs Raumfahrtbehörde CNES. Er wurde am 2. August 2017 um 1:58 Uhr UTC mit einer Vega-Trägerrakete vom Raketenstartplatz in Kourou zusammen mit dem Erdbeobachtungssatelliten OPTSAT-3000 in eine sonnensynchrone Umlaufbahn gebracht.

## Missionsplanung und -verlauf
Die erste Vereinbarung zwischen der französischen Raumfahrtagentur CNES und der Israelischen Raumfahrtbehörde wurde bereits im Jahr 2005 unterzeichnet, wobei der Start Anfang 2008 erfolgen sollte. Israel sollte dafür rund 20 Millionen Dollar ausgeben, während Frankreich 13 Millionen Dollar beisteuern sollte. Israel Aircraft Industries war verantwortlich für den Bau des Satelliten, Elop Electro-Optics Industries wurde mit der Entwicklung der Multispektralkamera beauftragt, während Frankreich verantwortlich für die technische Unterstützung, das Projektmanagement und den wissenschaftlichen Aspekt der Mission (Datenverarbeitung, Analyse, Archivierung und Verteilung) ist. Die israelische Firma Rafael stellte den Hall-Effekt-Antrieb zur Verfügung, der bei der Mission getestet werden soll. VENµS sollte eine Beispielmission für das europäische Copernicus-Programm sein, wurde jedoch durch große Verzögerungen inzwischen durch andere Missionen überholt.
Der Satellit sollte zunächst eine zweieinhalb Jahre dauernde Primärmission in einer anfangs 720 km hohen Umlaufbahn absolvieren. Danach sollte er seinen Hall-Effekt-Antrieb starten, der ihn in eine 410 km hohe und um zwei Grad weniger geneigte Bahn bringen sollte. Nach dem Erreichen der neuen Umlaufbahn sollte VENμS versuchen, diese so lange wie möglich zu halten und während einer mindestens einjährigen erweiterten Mission Bilder mit höherer Bodenauflösung als Folge der geringeren Entfernung zur Erde zu liefern. Anfang 2021 befand er sich allerdings immer noch in einer Höhe von knapp 700 Kilometern.

## Technik
Der dreiachsenstabilisierte Satellit ist mit einer Multispektralkamera ausgerüstet und soll Bilder zur Überwachung der Vegetation liefern. Dazu sollen bestimmte Gebiete alle zwei Tage aufgenommen und die Veränderungen ausgewertet werden. Die Kamera liefert gleichzeitig Bilder in 12 verschiedenen Spektralbereichen im infraroten wie im sichtbaren Bereich mit einer Auflösung von 5 m und einer Schwadbreite von 27 km. Er wurde auf Basis des IMPS (Improved Multi Purpose Satellite) Satellitenbus der Israel Aerospace Industries (IAI) gebaut.